# 클립막스
클립막스(Clipmarks)는 웹사이트의 일부분(Web Snippets)을 저장·공유하고 서로 의견을 나눌 수 있는 기능을 제공하는 웹 서비스이다.

## 특징
- 툴바를 제공해 웹서핑 도중에 원하는 스니펫(snippets)을 저장할 수 있도록 한다. 인터넷 익스플로러(Internet Explorer), 파이어폭스(Firefox), 플락(Flock) 브라우저를 지원한다.
- 웹 브라우저에 설치된 익스텐션(extension)에서 가장 왼쪽에 있는 클립 버튼을 누르면 클립막스 기능이 활성화되어 웹페이지의 원하는 오브젝트(Object)를 선택할 수 있다.
- 오브젝트를 선택한 후, 디스켓 모양의 버튼을 클릭하면 클립막스에 스니펫를 저장할 수 있다. 프린터 모양의 버튼은 선택한 스니펫을 출력하는 기능을 제공한다.
- 저장된 웹 스니펫(Web Snippets = Clips)은 이메일을 통해 다른 사람들에게도 전달할 수 있으며, 스텀블(Stumble), 디그(Digg), 델리셔스(Del.icio.us) 등 다른 북마킹 서비스들에 동시에 등록할 수 있다.
- 나의 클립(Clip)은 물론 다른 사람들의 클립도 다른 북마킹 서비스에 등록할 수 있다.
- 클립막스 홈페이지에서는 다른 사람들이 새로 저장한 클립들을 볼 수도 있고, 카테고리별로도 볼 수 있다.
- 카테고리는 명시적으로 카테고리 기능이 있는 것이 아니라, 지정된 태그를 단 클립들을 분류해준다. 예를 들어, '뉴스' 카테고리의 경우 뉴스라는 카테고리가 있는 것이 아니라, '뉴스'라는 태그가 달린 클립들을 뜻한다. 태그 기반의 검색기능을 사용자에게 맞게 잘 포장한 인터페이스.
- 클립막스 메인 페이지에서는 등록된 클립들과 클립들의 카테고리를 볼 수 있다.
- 로그인을 하면 자신이 등록한 클립들을 날짜별로 볼 수 있고, 그 클립들에 달린 댓글들을 볼 수 있다.
- '내 클립퍼(My Clipper)' 기능을 이용해 다른 사람들의 클립들을 받아볼 수도 있다. 다른 사람의 프로필 페이지에서 '내 클립퍼에 추가(Add to My Clippers)'를 클릭하면, 그 사람이 '내 클립퍼' 리스트에 등록된다. 내 클립퍼에 등록된 사람들의 클립은 '내 클립퍼' 리스트에서 바로 확인할 수 있다.
- '팝(pop)'이라는 개념으로 클립의 유명도 및 가시성을 높일 수 있다. 클립에는 '팝'이라는 버튼이 있는데, 이것을 누르면 그 클립이 최상위 목록으로 이동된다.(이것을 '팝시킨다'라고 표현한다.)
- 팝 된 클립은 최상위에 있어 가시성이 높아져 많은 사람들이 보고 토론할 수 있는 기회가 많아진다. 누가 이 클립을 팝 했는지도 확인할 수 있다.
- 팝 기능은 기능은 콘텐츠의 레이아웃을 사용자들에게 맡겨 자동적으로 중요하다고 판단되는 콘텐츠의 가시성을 높이는, 사용자들의 의견을 적극적으로 수렴한 인터페이스라고 볼 수 있다.

## 유사한 타 서비스
- 넷 스니펫(Net Snippets): 웹페이지를 캡처해 저장하고 공유하는 프로그램 제공
- 네이트 통(Nate Tong): 한국 서비스, 웹 콘텐츠를 클립핑(Clipping)하는 기능을 위주로, 사진, 동영상, 리뷰 등 다양한 서비스를 제공하고 있다.
- 이스닙스(eSnips): 기본 컨셉은 자신이 가지고 있는 파일화된 정보를 공유하는 서비스이나, 웹 콘텐츠를 클리핑하는 기능도 제공하고 있다.
- 아이진 (izene) : 한국 서비스, 웹 콘텐츠를 클리핑 (Clipping)하여 실시간으로 변하는 웹 콘텐츠를 볼 수 있는 위젯을 만들어 주는 서비스를 제공하고 있다.